# Lamb of God (Album)
Lamb of God ist das neunte Studioalbum der US-amerikanischen Metalband Lamb of God. Es erschien am 19. Juni 2020 in Europa über Nuclear Blast und in Nordamerika über Epic Records.

## Entstehung
Abgesehen vom 2018 erschienenen Coveralbum Legion: XX gönnte sich die Band die längste Pause zwischen zwei Studioalben. Neben dem Coveralbum lag der Grund für die lange Unterbrechung darin, dass Lamb of God die Band Slayer auf deren Abschiedstourneen begleitete. Laut Sänger Randy Blythe kam seine Band während der Tourneen dazu, stringent zu komponieren. Im Oktober 2018 äußerte der damalige Schlagzeuger Chris Adler die Hoffnung, bis Weihnachten 2019 ein neues Studioalbum zu veröffentlichen. Zu diesem Zeitpunkt hätte der Gitarrist Willie Adler eine Datei mit Gitarrenriffs erstellt, die zusammengenommen über viereinhalb Stunden dauern würde. Laut dem Gitarristen Mark Morton hat die Band im April 2019 bereits einige Demos aufgenommen. Dafür wurden Studios in Maine bzw. Virginia Beach aufgesucht.
Im Frühjahr und Sommer 2019 wurden die Aufnahmen für die besagte Nordamerikatournee im Vorprogramm von Slayer sowie diverse Festivalauftritte in Nordamerika und Europa unterbrochen. Die Band gab im Juli 2019 die Trennung vom Schlagzeuger Chris Adler bekannt. Sein Nachfolger wurde Art Cruz, der zuvor bereits für einige Konzerte eingesprungen war. Die Aufnahmen wurden nach der Tournee im Studio 606 in Northridge, einem Stadtteil von Los Angeles, fortgesetzt und Ende Januar 2020 beendet. Das Studio gehört Dave Grohl, der einst für das Studio das Mischpult des Sound City Studios kaufte, mit dem unter anderem Alben von Nirvana, Fleetwood Mac, Tom Petty oder Rage Against the Machine aufgenommen wurde. Produziert und gemischt wurde das Album von Josh Wilbur. Als Gastsänger sind Jamey Jasta von der Band Hatebreed und Chuck Billy von der Band Testament zu hören. Musikvideos wurden für die Lieder Checkmate und Memento Mori gedreht.

## Veröffentlichung
Am 10. April 2020 wurde zusammen mit der Band Kreator die Split-Single 666 – World Divided / Checkmate veröffentlicht. Lamb of God steuerten das Lied Checkmate bei, während Kreator das neue Lied 666 – World Divided exklusiv für die Single aufnahmen. Die Single erschien als limitierte 7"-Single sowie digital. Parallel zum Album brachten Lamb of God in Zusammenarbeit mit der schottischen Brauerei BrewDog das Craft Bier Ghost Walker auf den Markt. Es ist das weltweit erste alkoholfreie Bier, das von einer Brauerei in Kollaboration mit einer Band herausgebracht wurde. Ursprünglich sollte das Album am 8. Mai 2020 erscheinen. Jedoch wurde der Veröffentlichungstermin wegen der COVID-19-Pandemie auf den 19. Juni 2020 verschoben.

## Hintergrund
Das Albumcover zeigt eine zerbrochene Taschenuhr, die laut Mark Morton das „Fehlen von Beständigkeit“ symbolisieren soll. Viele Lieder des Albums beschäftigen sich damit, „aufmerksam zu sein, im Moment zu leben und zu respektieren, dass alles vorübergehen kann“. Sänger Randy Blythe ergänzte, das alle Menschen „aufwachen müssten“, wenn dieser Planet und die Menschheit gerettet werden sollen. Die Corona-Krise im Frühjahr 2020 habe gezeigt, dass das Allgemeinwohl nicht in allen Köpfen angekommen wäre.
Dass das Album nach der Band benannt wurde, bezeichnete Blythe als ein Statement. Dieses Album „wäre Lamb of God, hier und jetzt“. Inhaltlich wäre das gesamte Album politisch. Kein einziges Lied würde sich um eine individuelle Person drehen. Blythe erklärte dazu, dass es früher um einiges einfacher gewesen wäre, über spezifische Themen zu schreiben, da es Ereignisse wie den Irakkrieg gab.

„Anstand und Diskurs befinden sich auf einem Allzeittief. Die Menschen sehen die Parteien nicht für ihre Programm an, sondern unterstützen sie wie Sportvereine. Die Texte reflektieren dies. Das ganze System ist ein einziger Betrug.“

Memento Mori wurde von Randy Blythe als Erinnerung an sich selbst geschrieben, sich nicht von den omnipräsenten elektronischen Vorboten des Untergangs – Smartphones, Computer, Fernsehen – konsumieren zu lassen. Blythe ruft dazu auf, sich von den Bildschirmen zu lösen, da das echte Leben auf einen wartet. Das Lied Checkmate handelt vom politischen System der Vereinigten Staaten im Allgemeinen. Er will aufzeigen, wie kriminell die Finanzierung der Präsidentschaftskandidaten sei. Lobbyisten würden einen viel zu großen Einfluss nehmen. Seit der industriellen Revolution wäre die Menschheit zu einer Konsumgesellschaft umerzogen worden, was zu dem „Irrglauben“ führte, dass „Besitz glücklich macht“.
Poison Dreams befasst sich mit dem Thema Umweltverschmutzung durch die chemische Industrie. Sowohl Randy Blythe als auch Gastsänger Jamey Jasta lebten einst in Gegenden, in denen das Wasser auf diese Art verschmutzt wurde. In Routes geht es um die Proteste gegen den Bau der Dakota Access Pipeline. Diese wurden von den amerikanischen Ureinwohnern initiiert. Aus diesem Grund wollte Randy Blythe einen solchen als Gastsänger haben. Die Wahl fiel auf Chuck Billy, einem Angehörigen der Pomo.

## Rezeption

### Rezensionen
Thomas Kupfer vom deutschen Magazin Rock Hard lobte die fiesen und spieltechnisch immer auf höchstem Niveau runtergerissenen Riffs und Soli des kongenialen Gitarrenduos Mark Morton und Willie Adler. Sänger Randy Blythe profiliere sich als wacher und scharfsinniger Beobachter der globalen Entwicklung und deren Schattenseiten. Kupfer vergab neun von zehn Punkten. Lothar Gerber vom deutschen Magazin Metal Hammer hob zwar hervor, das „alle bekannten Trademarks der Band hervorstechen“ und die Rhythmussektion „einen tadellosen Job macht“. Allerdings „kranken die Songs an der hohen Intensität“, was „noch lange keine guten Songs entstehen lässt“. Gerber vergab 4,5 von sieben Punkten.

### Chartplatzierungen
| ChartsChartplatzierungen       | Höchstplatzierung | Wochen |
| ------------------------------ | ----------------- | ------ |
| Deutschland (GfK)              | 7 (3 Wo.)         | 3      |
| Österreich (Ö3)                | 8 (2 Wo.)         | 2      |
| Schweiz (IFPI)                 | 4 (3 Wo.)         | 3      |
| Vereinigte Staaten (Billboard) | 15 (1 Wo.)        | 1      |
| Vereinigtes Königreich (OCC)   | 16 (1 Wo.)        | 1      |

### Bestenlisten
Das deutschen Onlinemagazin laut.de führt Lamb of God in der Liste der 25 besten Metal-Alben des Jahres auf Platz zehn.

## Deluxe Edition
Für den 26. März 2021 kündigte die Band eine „Deluxe Edition“ des Albums an, die aus zwei CDs und einer DVD mit dem Titel Lamb of God: Live in Richmond, VA besteht. Die erste CD enthält das Album inklusive der Bonustitel Ghost Shaped People und Hyperthermic/Accelerate. Die zweite CD enthält eine Liveaufnahme ihre Livestream-Konzerts im September 2020, bei dem Lamb of God das komplette Album Lamb of God sowie die Titel Contractor, Ruin, The Death of Us und 512 aufführten. Die DVD enthält einen Videomitschnitt dieses Konzerts, allerdings liegt die DVD nicht der digitalen Version des Albums bei. Das Konzert ist auch separat auf Vinyl erhältlich.